# فاطمة محمد البلوشي
فاطمة محمد البلوشي سياسية بحرينية سابقة. تولت حقائب التنمية الاجتماعية وحقوق الإنسان والصحة بالوكالة في مجلس الوزراء البحريني.

## السيرة
فاطمة محمد البلوشي هي وزيرة التنمية الاجتماعية وكانت وزيرة الصحة السابقة بالنيابة. قادت الوفد البحريني في الدورة الرابعة والستين لمنظمة الصحة العالمية في جنيف، سويسرا في 24 مايو 2011. افتتحت وزارة التنمية الاجتماعية تحت قيادتها المركز العلمي البحريني بحضور حصة بنت خليفة آل خليفة في 29 أبريل 2013.
خلال الاحتجاجات البحرينية 2011 نفت فاطمة محمد البلوشي أي ادعاء بأن حكومة البحرين تسيء معاملة المحتجزين والمتظاهرين. اتهمت بعض الأطباء بإصابة المتظاهرين عمدا و / أو قتلهم. في البحرين تم اعتقال 14 طبيبا في هذه الادعاءات. زار الأطباء فريق من الفريق الإيرلندي ضم ديفيد أندروز وزير الخارجية الإيرلندي السابق وماريان هاركين عضو البرلمان الأوروبي. ندد الفريق الإيرلندي الزائر بمزاعم فاطمة وأعلن أن العثور على أدلة موثوقة تبين تعرض السجناء للتعذيب. وضعتها فوربس الشرق الأوسط على قائمة أقوى 200 امرأة عربية في الحكومة. منذ 17 مارس 2011 أعلنت عن اتهامات ضد 23 طبيبا و 24 ممرضة. كما زعمت أنها أساءت تفسير مفوضة الأمم المتحدة السامية لحقوق الإنسان نافانيثيم بيلاي لجعلها يبدو أن الاجتماع كان مواتيا لمعالجة البحرين للاحتجاجات.